# Калабарски земен питон
Калабарските земни питони (Calabaria reinhardtii) са вид влечуги от семейство Calabariidae.
Разпространени са в горите на Екваториална Африка.
Таксонът е описан за пръв път от Херман Шлегел през 1851 година.